# Monika Wagner (Curlerin)
Monika Wagner (* 28. Februar 1965 in Garmisch-Partenkirchen) ist eine deutsche Curlerin und Olympiasiegerin.
Sie spielt im Team von Andrea Schöpp auf der Position des Third und ist Mitglied des SC Riessersee.
1992 wurde bei den Olympischen Winterspielen in Albertville ein Demonstrationswettbewerb gespielt, den das Team gewann. Auch 1998 spielte Wagner im Team bei den Olympischen Winterspielen in Nagano und belegte am Ende den 8. Platz.
Bei der Curling-Europameisterschaft 2009 in Aberdeen war Wagner als Second im Team mit Skip Andrea Schöpp, Third Mélanie Robillard, Lead Corinna Scholz, Alternate Stella Heiß und gewann die Goldmedaille. Die Round Robin hatte das Team als Dritter abgeschlossen. Das Page-Playoff-Spiel gewann man gegen Russland und das Halbfinale gegen Dänemark. Im Finale setzte man sich mit 7:5 gegen die Schweiz durch.
Wagner spielte 2010 bei den Olympischen Winterspielen in Vancouver. Die Mannschaft belegte den sechsten Platz.
Wagner gewann am 28. März 2010 mit dem deutschen Team um Skip Andrea Schöpp die Curling-Weltmeisterschaft. Im kanadischen Swift Current besiegte die deutsche Mannschaft das Team Schottland um Skip Eve Muirhead mit 8:6 Steinen nach Zusatzend.

## Teammitglieder
- Andrea Schöpp (Skip)
- Mélanie Robillard (Third)
- Stella Heiß (Lead)
- Corinna Scholz (Alternate)

## Erfolge
- Olympia Gold 1992 (Demonstration)
- 1. Platz Weltmeisterschaft 1988, 2010
- 2. Platz Weltmeisterschaft 1986, 1987
- 3. Platz Weltmeisterschaft 1989
- 1. Platz Europameisterschaft 1986, 1987, 1989, 1991, 1995, 2009
- 2. Platz Europameisterschaft 1994
- 3. Platz Europameisterschaft 1980, 1992, 1996, 1997
- 1. Platz Europameisterschaft-Mix 2008
- 3. Platz Europameisterschaft-Mix 2005